# 近松敏夫
近松 敏夫（ちかまつ としお、1910年3月10日 -2003年8月26日）は、日本の俳優。
本名は今井 為彦（いまい ためひこ）。
吉本興業、松竹、ムーランルージュ新宿座、人生派プロダクション、東京俳優生活協同組合に所属していた。

## 出演

### テレビ
- 海底人8823（1960年、フジテレビ） - 日高工場長
- 隠密剣士 第二部 忍法甲賀衆 第8話「忍法むささび落し」（1963年、TBS）
- 河童の三平 妖怪大作戦 第19話「妖怪村の復讐鬼」（1969年、NET） - 村人
- 大河ドラマ（NHK）
  - 樅ノ木は残った（1970年） - 宮崎助右衛門
  - 勝海舟（1974年） - 水戸屋
  - 獅子の時代（1980年） - 囚人
  - おんな太閤記（1981年） - 町人
  - 峠の群像（1982年） - 茶坊主
  - 翔ぶが如く（1990年） - 喜界島の老人
  - 太平記（1991年） - 陰陽師
- 東芝日曜劇場（TBS）
  - 第718回「釣忍」（1970年)
- 鬼平犯科帳 第61話「あほうがらす」（1970年、NET / 東宝） - 印判屋安兵衛
- 天下御免
- 花は花よめ 第1・第2シリーズ（1971年 - 1973年、日本テレビ）
- 太陽にほえろ! （1973年、日本テレビ）
- スーパーロボット レッドバロン 第28話「ゴールドフィンガー」（1974年、日本テレビ） - 村田博士
- 秘密戦隊ゴレンジャー 第17話「むらさき色の遊園地! 悪魔の墓場」（1975年、NET） - 貯水池管理人
- 冬の運動会（1977年、TBS）
- 超神ビビューン 第34話「超神がのまれる? 真赤な地獄の家」（1977年、NET） - ジゴクモドキ人間態
- 快傑ズバット 第13話「少年殺し屋のバラード」（1977年、12ch） - 町の人
- 大都会 PARTII 第8話「眼には眼を」（1977年）
- ロボット110番 第19話「稲妻キックを受けてみろ」（1977年、ANB） - 医師
- スパイダーマン 第34話「びっくりカメラ殺人事件」（1979年、12ch） - 校長
- 帝銀事件 大量殺人・獄中32年の死刑囚（1980年、ANB）
- Gメン'75（TBS） 　
  - 第248話 「警察の中に出た幽霊」（1980年）
  - 第253話 「白バイに乗った暗殺者たち」（1980年）−主任検事
- 勝手に!カミタマン 第33話「ママのオシャレ大作戦」（1985年、CX） - 商店街の会長
- 火曜サスペンス劇場（日本テレビ）
  - 「松本清張スペシャル・やさしい地方」（1988年11月）
  - 「新任判事補2」（1995年5月23日） - 茂吉
  - 「外科医有森冴子 母…」（2000年1月4日）
- 特警ウインスペクター（1990年、ANB） - 青木東洋の仲間
- ジュニア・愛の関係（1992年、フジテレビ） - 寺沢首相

### 映画
- 消えた私立探偵（1958年） - 洋品店店主
- 女子学生を狙え（1965年）
- 初体験（1966年）
- 燃えたい女（1969年）
- 家出娘（1969年）
- 密約 外務省機密漏洩事件（1978年） - 徳田外務大臣